# یواس‌اس کالامازو (ای‌اوآر-۶)
یواس‌اس کالامازو (ای‌اوآر-۶) (به انگلیسی: USS Kalamazoo (AOR-6)) یک کشتی بود که طول آن ۶۵۹ فوت (۲۰۱ متر) بود. این کشتی در سال ۱۹۷۲ ساخته شد.